# NGC 2861
NGC 2861 (również PGC 26607 lub UGC 4999) – galaktyka spiralna z poprzeczką (SBbc), znajdująca się w gwiazdozbiorze Hydry. Odkrył ją Albert Marth 28 marca 1864 roku.